# Bélteki János
Bélteki János (Nyírbéltek, 1653 – Szatmárnémeti, 1708 első fele) református lelkész, esperes.

## Élete
1653-ban született Nyírbélteken, lelkészcsaládban. Előbb Szatmáron, majd Debrecenben tanult, ahol 1676. május 11-én lépett a felsőbb tanulók sorába.
Életrajzírói valószínűnek tartják, hogy azok közé a szatmári diákok közé tartozott, akik a Teleki Mihály által vezetett korai kuruc csapatok mellé állva, részt vettek a fosztogató német zsoldoscsapatok elleni batizvasvári csatában. Az 1660-as években a Habsburgok és törökök közötti, Erdélyért folyó harc hozadéka volt Szatmárnak és környékének a német zsoldosok fosztogató rémuralma. Ezek szabadon raboltak az egész megyében. A megyei közgyűlés emiatt 1664-ben határozatot fogadott el az általános fegyverkezésről a lakosság védelméért. A kollégium diákjait is érzékenyen érintette a német zsoldoshad harácsolása. 49 diák önként csatlakozott ahhoz a sereghez, amelyet a Wesselényi-féle összeesküvés megtorlása elől megmenekült, ill. a Szamoshát erdeiben-berkeiben bujdosó szegénylegényekből toborzott Teleki Mihály erdélyi kancellár, és amely a korai kuruckor első hadi vállalkozásaként Szatmár elfoglalására vállalkozott. Azonban a kurucok taktikai hibáját kihasználva, a labancok 1672. szeptember 20-án szétverték a seregüket.
Tanulmányai után 1677-ben Szilágypérben lett lelkész, majd 1679. szeptember 5-én beiratkozott a leideni egyetemre, ahol De reditu hominis ad Deum… című disputációja 1679-ben jelent meg. Miután hazatért, Makón volt rektor, majd Algyőn és  1681-től Margittán lelkész. 1694-től Szatmárnémetiben lelkészkedett. Ugyanebben az évben, március 24-én az időközben elhunyt esperes, Kismarjai Veszelin Pál helyébe választotta meg a szatmári egyházmegye a kisnaményi zsinaton. Amikor 1703-ban a kurucok Németit is felégették, híveivel Szatmárhegyre menekült. 1704-ben az egyházmegyének egy ezüst pecsétnyomót csináltatott. 1707-ben elrendelte, hogy a belhivatalnokok bérezésének összeírását, ezt külön jegyzőkönyvbe foglalták. Martonfalvi György és Szilágyi Tönkő Márton debreceni professzorok halálára írt versei maradtak fenn nyomtatásban (RMK II. 1989.). 
Martonfalvi György veje volt. Betegeskedés után, 55 éves korában, 1708-ban halt meg.

## Munkája
- Disputatio theol. De reditu hominis ad Deum. Lugd. Batav., 1679.; RMK III/2. 2988.